# JESUS 砂塵航路
『JESUS 砂塵航路』（ジーザス さじんこうろ）は、七月鏡一原作・藤原芳秀作画による日本の漫画。

## 概要
1992年から1995年まで『週刊少年サンデー』に連載された『ジーザス』（以下「前作」）の続編である。2009年2月20日から、小学館の携帯コミックサイト『モバMAN』にて配信されていた。話数カウントは前作と同じく「Lesson.○」。単行本は全14巻。
前作と同一世界の物語である『闇のイージス』シリーズの続編でもあり、また『ALCBANE』（ウェブコミック）、『死がふたりを分かつまで』（『ヤングガンガン』連載）とのクロスオーバー作品としてストーリーが展開されている。この両作とのクロスオーバー企画となったきっかけは、七月鏡一と共に『ヒーロークロスライン』に参加していた原作のたかしげ宙から、『ヒーロークロスライン』で得たノウハウなどを活用できないかと持ちかけられたことだったという。

## あらすじ
かつて日本の闇の中枢にあった巨大組織「24」は、伝説の殺し屋ジーザスによって壊滅させられた。「24」との戦いの後、中東の小国・カダス共和国で教師をしていたジーザスは、臓器密売組織にさらわれた8人の教え子を救い出すため世界各地の密売組織を潰して回る。そして、彼自身のもう一つの因縁である「蝶」との因縁にも決着がつく。（詳しくはジーザス (漫画)および闇のイージス参照）
「24」が壊滅してから10年以上の月日が流れた現在、ジーザスこと藤沢真吾の姿は日本の藍東学園高等部の教師の中にあった。
藍東学園高等部2年生綾木日奈は株取引で巨額の財を成し、暴力団を傘下に収め、家族を惨殺した犯人を捜し出し復讐するために情報連絡会で主宰クイーンの異名で呼ばれていた。ある夜日奈は、チンピラに襲撃され絶体絶命の危機に陥ったところをジーザスに救われる。それをきっかけに担任教師・藤沢の正体が殺し屋ジーザスであることを知る。ジーザスの口から、日奈が「24」の創設者キングの孫であり、キングが所有していた現代史の暗部にまつわる情報「キングの遺産」を継ぐ者であること、日奈に復讐を捨てさせるよう、ジーザスがキング自身から依頼を受けたことが語られる。自身が半生を捧げてきた復讐を棄て去るか、ジーザスに殺されるかの葛藤に立たされた日奈は小此木あかりら級友たちが血なまぐさい戦いに巻き込まれていくことに苦悩。
やがて藍東学園は、新生した「24」、秘密自警団「エレメンツ・ネットワーク」、ジーザスの標的である臓器売買組織「T・P・C」など複数の組織がキングの遺産を巡って暗闘を繰り広げる舞台となり、ジーザスも日奈も否応なくその中心人物となってゆく。ジーザスは彼自身の苦い過去である亡き戦友御堂真奈美の後継者アッシュや因縁のライバル「護り屋」楯雁人をも巻き込みながら、「キングの依頼」と「さらわれた教え子奪還」、新生「24」と「T・P・C」壊滅に向けて突き進んでいくのだった。

## 登場人物

### 主要登場人物
ジーザス / 藤沢 真吾（ふじさわ しんご）
本作の主人公。裏社会で伝説の存在となっている元傭兵の殺し屋で、かつて自分の偽装死亡の身代りにした青年・藤沢真吾の名前を借り、日本で教職に就いている。普段はのんびりした冴えない教師を演じているが、教師としての使命感は極めて強く、自身や生徒に危害が及んだ時は即座に殺し屋としての素顔を見せる。追い詰められた敵が「ジーザス!」と叫ぶと、「それが俺の名だ、地獄に落ちても忘れるな」と返し、とどめを刺す。愛銃はコンバットパイソン。
「24」壊滅後、中心人物としてカダス共和国の革命を成功させた。その後は旧政府の残党と対決しながら教師としてカダスの子供たちに勉強を教えていたが、その後T・P・Cに連れ去られた8人の生徒を追って世界中を飛び回り、関連組織を壊滅させ続けている。やがてT・P・Cと「24」の繋がりを知って「キング」神崎隆一郎を襲撃、神崎の最期の願いとしてT・P・Cの情報と引き換えに、家族を惨殺された日奈に復讐の道を捨てさせる約束を交わした。それを実行するため「キングの遺産」を手元に置いて管理し、日奈の通う藍東学園高等部に2-B担任教師として勤務している。実年齢は40代を迎えているが、戦士としての技量は未だに衰えを知らない。
カダスから誘拐された生徒のうち救出できたのは『闇のイージス』に登場した2名のみで、5名は死亡、最後の1人タリク・アッサードは、自分が教えた戦闘技術のためにT・P・Cの兵士として見出され殺人者となってしまっていた。チェチェン共和国でタリクと再会した時にその事実を知り、教え子に戦闘術を教授したことを激しく後悔、タリクの殺害を決意すると共に、今後自分の教え子に具体的な戦闘技術は教授しないと固く心に誓った。
前作と『闇のイージス』における設定はそれぞれの記事を参照。
綾木 日奈（あやき ひな）
藍東学園2-Bに通う女子高生。17歳。知性が高く胆力もあるが、高慢で他人を見下しがちな一面もある。
幼い時に家族を惨殺された復讐のため、デイトレードによって作り上げた巨額の資金を元手に、東京の裏社会の連絡会を主宰して情報を集め、「クイーン」として君臨していた。そのことをジーザスに「ごっこ遊び」と断じられ、その後担任の藤沢真吾の正体がジーザスであることを直感的に見抜いて正体を暴くことに躍起になっていたが、「キングの遺産」にまつわる「24」の暗躍に巻き込まれ、ジーザスの正体と自分にまつわる陰謀の存在を知る。
神崎隆一郎の孫娘で、キングの遺産を相続する唯一の人間である。そのために同級生を何度となくトラブルに巻き込んでしまい、ジーザスやアッシュの学園内での死闘を目の当たりにして、復讐の放棄を宣言することで遺産を巡る戦いを収めようとした。しかし自分1人では戦いを止めるどころか自分の身ひとつ守れない現実に打ちのめされ、ジーザスに教えを請うて戦いに対する心構えを身に着け、周囲の危険に対する感覚が鋭くなっただけではなく、ジーザス達非日常の世界にいる大人達やクラスメートや遙、アナなどの同年代少女達と接する事によって少しずつ閉じこもっていた心の殻を破っていく。
遺産にまつわる暗闘に身を置くうちに復讐心が抑えられるようになっていたが、学園祭においてあかりがシザースによって瀕死の重傷を負わされたことで復讐心と憎悪が蘇ってしまい、「24」との最終決戦ではタリクと行動を共にしていたが、その際に自分の選択の誤りに気づき、更にタリクのマインドコントロールをジーザスが解いた事と、ジーザスが燐を殺さず、その憎しみの源を絶ったのを見届けた事で、再び祖父とジーザスが彼女に望んだ道を選んだ。

### 藍東学園

#### 生徒
小此木 あかり（おこのぎ あかり）
日奈の同級生。年下である筈の遙よりも小柄なショートカットの少女で、一之瀬と一緒に日奈と3人で行動することが多い。
無邪気で疑う事を知らない明るい性格のように見えるが、実の父親に保険金目当てで母を殺され、自身も殺されかけた過去があり、奇跡的に助かった後に面会した父親から「自分の生きているこの世界が嫌いだった」と聞かされて以来自分や自分を取り巻く世界を嫌いにならないようにしている。その強い意志と優しさは、日奈やアッシュ、カイザら闇の世界の住人にも少しずつ影響を及ぼしている。
ジーザスが藍東学園に赴任する前に、交通事故に巻き込まれかけたところをジーザスに救われたことがある。その後も一之瀬と共に様々な事件に巻き込まれる度、窮地をジーザスに救われている。ジーザスの正体は知らないが、担任の藤沢真吾が自分を交通事故から救った人間であることは知っており、只者でないことにも薄々勘付いているが、「殺し屋」ジーザスの顔を直に見たことがない。
学園祭で賑わう藍東学園に乱入したシザースが無差別殺戮を行う中、心配して日奈に駆け寄ろうとして胸を撃たれ意識不明の重体に陥り、日奈に“復讐”と“憎悪”を呼び覚ましてしまうものの、一命を取り留める。
ジーザスは見舞いに行かなければと言っていたが、約束通り彼女を見舞って一輪のコスモスを置いた。
一之瀬 初美（いちのせ はつみ）
日奈の同級生であかりを「あかりッチ」と呼ぶ親友。長身、巨乳で髪を染めている。あかり、日奈と一緒に3人でいることが多く、度々事件に巻き込まれている。友情に篤く、あかりを危険に晒した日奈やアッシュに食って掛かる場面もあり、そうした彼女達に本音でぶつかる事で、あかり同様に2人に友情と心境の変化に影響を与えている。
アパレルデザイナーを志望しており、学園祭ではクラス企画の喫茶店で用いるメイド服などを制作、接客面のプロデュースも担当した。
矢神 武明（やがみ たけあき）
日奈より1年上の不良グループのリーダー格。日奈に惚れているためか、日奈の言いつけには忠実に従う。ジーザスに手を出して窓から投げ落とされたり、カイザに喧嘩を売ってボクシングで叩きのめされたりしている。
遠山 遥
#エレメンツ・ネットワーク参照。
北上 アナ
#護り屋参照。

#### 教職員
劉 伊健（リウ・イーキン） / 伊藤 健介（いとう けんすけ）
ジーザスと同時期に藍東学園に赴任した保健教諭。長髪を後ろで結び眼鏡をかけた、大人しい風貌の気さくで温厚な人物だが、その正体は中国最大の秘密結社「龍門幇（ドラゴンゲート）」の若き当主であり、組織内では並ぶ者のいない暗殺術の殺手。もともと暗殺は得意だが殺人そのものは嫌っており、温厚で極めて理性的。それ故、ジーザスが共闘関係にある人物たちの中で「最も頼りになる」が「最も危険な爆弾を抱えている」存在でもある。「自分を殺してくれ」とばかり言っているせいでカイザからは「死にたがり」と揶揄される。
戦闘においては銃器を用いないが、針一本あれば大抵の相手を殺せる。暗殺者としての実力はジーザス、タリクと並んで劇中最強クラス。死んだ相手に「晩安」（おやすみ）と告げるのが口癖。自身が催眠暗示によりマインドコントロールされているため、マインドコントロールを誰よりも憎んでいる。医学的知識もあり、盗聴器を仕掛けたり罠を解除するといったことはお手の物。
かつて、次兄の仕組んだ陰謀に巻き込まれてしまった同級生の少女を彼自身の魔の手から護って欲しいと「護り屋」楯雁人に依頼。(『闇のイージス』7巻参照）その直後に前当主である祖父の人質となって彼を縛っていた愛する母親が亡くなり、姉をその手にかけた際に宣言した通り、自分を陥れた次兄と祖父をその手に掛け、長兄の小剛に認められて新当主となった。だが、祖父にかけられた後催眠暗示を小剛が引き継いで利用しているため事実上彼の支配を受ける。暗示は今は亡き母親からの命令という形で伝えられる。
藤沢真吾として藍東学園に赴任したジーザスを監視。校内の各所に盗聴器を仕掛け、ジーザスと「24」のカイザ、ラギの戦いを妨害する。ジーザスが伊健の正体に気づくと、「キングの遺産」を狙う小剛が暗示を使って伊健に日奈を狙わせるが、ジーザスと雁人に阻止された。その後、ジーザスに生徒を守るための協力関係を申し出て、同時に再び暗示が発動してしまった場合には自分を殺すよう警告を与える。
学園祭前夜、小剛の差し金で発動した暗示によって、「脅威となる存在を敵味方問わず排除する殺戮機械」となる。だが、遙の予知でこのことを知っていたアナはあらかじめ全員を二人一組にして対策していた。アナと遙は伊健に拉致されるが「脅威」ではないため殺されなかった。ジーザスやラギでさえ伊健を止められなかったが、遙を人質にされて介入してきた土方護と対決。示現流の強烈な一刀により自分が斬殺されたと思い込まされ、暗示から解放された。その後、タリクにより兄・小剛を殺される。
最終決戦ではあらかじめ屋敷に潜入して神経ガスの罠を解除。ジーザスが伊健の助言通りタリクの洗脳を解くのを見届け、土方、雁人と共に夜魔部隊を相手に暴れ回る。
伊健の過去である生い立ちと日本での留学生時代については闇のイージスを参照。
海江田 丈二、羅木 ナオミ
#24（トゥエンティーフォー）参照。
支倉 美央（はせくら みお）
#エレメンツ・ネットワーク参照。
宗像 涼子（むなかた りょうこ）
カイザらと共に赴任した女教師。E組担任で化学担当。思わせぶりな美女。
江戸川 良雄（えどがわ よしお）
藍東学園2年生担当の数学教師。粘着質で態度が大きく、厳しい授業態度で生徒達から敬遠され「サドガワ」とあだ名されている。カイザらを潜入させるための「24」の工作に巻き込まれかけたところを、ジーザスに助けられた。後に学年主任に就任。小心者ながら上下関係に煩く、ジーザスによると「軍隊にもいたようなタイプ」とのこと。

### 24（トゥエンティーフォー）
かつてジーザスが壊滅させた秘密組織で、10年以上の時を経て再興された。日本政府から「極めて危険なカルト」と認識されている。当時の幹部は運営に関わっていないが、元幹部の関係者が幹部・構成員に数名見られる。内部では三崎しずくを頂点とする「令嬢派」と燐・オールドマンをリーダーとする「老人派」が、組織の主導権を握るべく派閥争いを繰り広げている。
アッシュ / 真奈美・アシュフォード（まなみ・アシュフォード）
新生「24」令嬢派の暗殺者・狙撃手。白人の少女。コードネームは「灰」（アッシュ）。ボスであるしずくの命令を受け、ジーザスの命を奪いキングの遺産を入手すべく、真奈美・アシュフォードと名乗って藍東学園に転校・潜入する。
旧24の狙撃手でジーザスの最大のライバル・戦友だった御堂真奈美の弟子で、幼い頃に南米の人身売買組織から御堂に助けられ、生きる術を教えられた。死亡から10数年を経た今もなお御堂を強く慕っており、そのため御堂をその蔑称だった「虎」の渾名で呼ばれると激昂し、また御堂を死に追いやったジーザスを仇敵として狙っている。暗殺者・狙撃手としての素質はジーザスも認めるほど高いが、未熟な面も見られ、度々窮地に追い詰められる度に助けられている。名狙撃手“虎”を巡って意識するラギとは深い因縁がある。
藍東学園において、ジーザスがかつて味わった「苦痛」（平和で危険の少ない学園内で物音に怯えて滑稽なほど取り乱す）を味合わされ、標的である筈の日奈と不器用な友情を育むことになり、同じく友情を感じ始めていたあかりの殺害をしずくに命じられ、それが失敗したことに安堵するといった苦悩を通じて成長していく。日奈とあかりを襲おうとした火野のナイフを狙い撃つため無防備になったところをラギに撃たれて瀕死の重傷を負い「死」を覚悟するが、「教え子は必ず守る」というジーザスの誓いにより命を救われ「雁の巣」にて治療を受ける。しずくが捕虜となったため命令が保留状態のまま藍東学園に通い続けることになり、因縁のラギと一騎討ちをすることに。2vs2の局面となったことで、ジーザスと協力してカイザ、ラギと対決する。その後、ジーザスから御堂との想い出を徐々に明かされ、アッシュは自らの意志で日奈の護衛役となる。
学園祭前夜の戦いで劉小剛が死に、タリクに撃たれたジーザスが重体になったことで各勢力の均衡が崩れ、燐が現れたことでカイザ、ラギが「24」への忠誠を示す中、アッシュはしずくの命令に反してあかりを撃ったシザースを狙撃し、御堂同様に「24」を離反する。
再び復讐を誓った日奈を取り戻すためジーザスと二人だけで最期の決戦に臨む。アナ、遙から「誰も殺さないで」と頼まれ、日奈を確保しようとした警官達の脚を撃って動けなくした他、ラギの左肩を撃ってかつての意趣返しをするが命は奪わず。ラギから甘いと指摘されるが「真奈美は自分の生き方は自分で探せと教えてくれた。だったらこれが私のやり方だ」と宣言する。だが、燐を解放したジーザスを銃撃したしずくは射殺する。
学園祭のメイド喫茶では一ノ瀬の計らいで女性陣で唯一人男装させられた。アナや遙とも知りあった縁で、『死がふたりを分かつまで』に引き続き登場している。
カイザ / 海江田 丈二（かいえだ じょうじ）
「24」秘密精鋭部隊「夜魔部隊」アルファ小隊隊長。大柄でソフトモヒカンの中年男性で、老人派の一員。ジーザスを戦慄させるほどの無音殺人術の使い手で、巨体に似合わない身軽さも併せ持つ。相手を倒す時は「お前の望む物を与えてやろう」と声をかける。平時は眼鏡をかける。
旧24時代の夜魔部隊を単身壊滅させたジーザスとの対決を望み、部隊を率いて令嬢派とジーザスの抗争に介入。パワードスーツ「エグゾスケルトン」を用いてジーザスの抹殺としずくの拉致を目論みるが、ジーザスに手榴弾の爆風を利用した「一本背負い」で投げ倒され敗北。その際、「そのハイテクの鎧でお前は身につけた戦闘技術の何割を出せたのだ？」とジーザスに言われ激高。自らの判断を後悔すると共にとどめを刺さなかったジーザスをライバルとして狙う。
その後、キングの遺産とジーザスの命を狙って音楽教員・海江田丈二として藍東学園に赴任、ジーザスらと何度となく戦闘を繰り返していたが、学園に様々な勢力が入り乱れるようになったため、不本意ながらジーザスと共闘する場面が増える。日奈の家族を殺害した犯人を知っており、その名前をドッグタグの裏に刻んでいる。音楽の素養があり、ピアノを弾きこなせる。学園祭当日はあかりに懇願されて彼女たちのメイド喫茶で一曲奏でた。当初は仕方なく過ごしていた学園生活も次第に心境の変化が訪れており、無関係な生徒達を手当たり次第に射殺したシザースに対しては明確な怒りと殺意を滲ませている。
最期の決戦に臨むため、「雁の巣」を訪れて客となりジーザスと酒を酌み交わした後、「いつかまた来よう」と言い残しつつ、部下に命じて機関砲で「雁の巣」を蜂の巣にした。そういうところも含めて橿原好みらしい。指揮官として燐の護衛部隊を率いていたが、ジーザスとアッシュの潜入を察知して邸内に乗り込む。シザースとの戦いに挑んだジーザスの戦いに割り込みかけるが、「この方が面白い」とシザースに背後から撃たれる。ジーザスとの咄嗟の連携で血で目つぶしを浴びせ、ジーザスがシザースの弱点である眼を攻撃した後、「鋏、お前の望むものをくれてやる」と背後からねじ伏せ「ジーザス!」と言いかけたシザースの口に手榴弾をねじ込んで「お前にその名は呼ばせない」と告げ、「学校･･･思っていた以上に面白い場所だったぜ、あばよジーザス」と言い残し、シザースもろとも飛び降りて爆死した。ジーザスは苦渋に満ちた表情で「俺の名だ。地獄に落ちても忘れるな･･･」とつぶやいている。
ラギ / 羅木 ナオミ（らぎ ナオミ）
夜魔部隊の女性スナイパー。褐色の肌、大柄な体格で、男性のような口調をしている。狙撃手としての矜持を胸に抱き、かつて名狙撃手として名を馳せた「虎」御堂真奈美に対抗心を抱いている。彼女の弟子を名乗るアッシュを挑発する。また令嬢派とジーザスらの抗争でアッシュを追い詰めたことなどからアッシュにライバル視されている。「ここは私ら狙撃手の戦場だ」あるいは後述の「～ではない」が口癖。
英語教師・羅木ナオミとしてカイザと共に藍東学園に勤務することになり、度々ジーザスらと交戦している。カイザのようにジーザスに対して特別な思い入れがないため、学園内の抗争に積極的には関わらずマイペースに過ごしていたが、学園祭の前夜祭で「蝶の亡霊」や暗示で暴走した劉伊健、タリクと交戦してジーザスと共闘。学園祭当日、シザースの襲撃を受けた際に狙撃ポイントでアッシュと鉢合わせ、しずくの「命令に従って狙撃しなかった」ラギと「命令に背いて狙撃した」アッシュの間に緊張が走る。アッシュに「やはりお前は虎の弟子だ。24を裏切って最後はジーザスにつく」と銃を向けるが、「かつて彼女も同じような状況に立たされたのだろう」と冷静に受け流され、「ここは私ら狙撃者の戦場ではない」と見逃す。カイザと共に復隊して燐の護衛に当たっていたがアッシュの襲撃を受け、伏兵のユラを野坂亜紀が無力化し、アナと遙の頼みを聞いたアッシュがわざと肩に当てて意趣返ししつつも、ラギの命を奪わなかったことで生き残る。
24が再びジーザスに叩き潰され、カイザの死後、夜魔部隊も解散させられて目的を見失ったが、アッシュと同じく『死がふたりを分かつまで』に引き続き登場。
三崎 しずく（みさき しずく）
「24」の幹部で、24内の2大派閥のひとつ「令嬢派」のリーダー。部下から「みさき様」と呼ばれる。ジーザスとの最終決戦で死亡した旧24の幹部・三崎かおるの唯一の肉親である妹で、ジーザスへの復讐を目的に24へ入った。火野を雇ってあかりを誘拐し、ジーザスとあかりの殺害と同時にキングの遺産の入手も目論んだが、兄・かおるが飼い慣らした火野を配下にしても扱いきれず、火野の暴走が作戦破綻の原因となり夜魔部隊とアルクベインの介入により作戦は失敗し老人派に連行され、捕虜という屈辱的待遇を余儀なくされる。その後、燐の提示した「ジーザスへの復讐の武器」を受け取ることを条件に、老人派、龍門幇と休戦協定を結び復権し、燐の補佐役となるも、最終決戦でTPCの交渉役ともども不要な存在とみなされて燐の粛正に遭い、瀕死の状態でジーザスを撃ったものの、亜紀とアッシュの手で殺される。
復讐の連鎖により運命を狂わされた存在であり、ジーザスは彼女を撃てなかった。ジーザスさえも手玉に取った兄との格の違いを思い知らされ、兄を慕う気持ちがとても強かったが故に歪んでしまい、個室で兄を偲んで泣いていた時には、元気づけようとしたあかりさえも殺そうとしたが、兄同様に腹心の部下に撃たれる最期など「道化」としてはあまりにも悲しい存在だった。
燐・オールドマン（りん・オールドマン）
「24」の幹部で、24内の2大派閥のひとつ「老人派」のリーダー。黒髪で微笑みをたたえた青年。旧24のリーダー「クイーン」の孫を名乗る。「老人（オールドマン）」のあだ名で呼ばれているが年齢は若く見える。電動式の車椅子に乗って移動している。若年ながら高い知性とカリスマ性で派閥の長として君臨し、令嬢派の失脚に伴って24の頂点に立った。祖母クイーンから受け継いだ「遺産」を取引材料に提示することで、令嬢派、龍門幇との同盟関係を結んだ。
その正体は「クイーン」のクローンであり金髪の女性。当時すでに70歳という高齢だったクイーンの細胞から作られたため余命も短く、若い見た目に反して老衰が進んでいる。「老い」の恐怖から自身を産み出した「クイーン」と呪われた運命に復讐するためT・P・Cと協力関係を結ぶが、それはT・P・Cが秘匿する「ダンテ313」の情報を引き出すためで、用済みとなったT・P・Cの交渉役をしずくともども粛正した。
彼女が望んだのはジーザスに“更なる地獄”を見せた上での幕引きだったがジーザスと共にある小百合の意志が、「被害者」である彼女を縛り上げている「クイーンの亡霊」（母親と称していた人形）を滅することを選んだため、ジーザスから「どんな絶望も乗り越えてみせる」と救済された。
火野 豹二（ひの ひょうじ）
旧「24」の一員。前作においてジーザスに敵対しながら生き残った数少ない人物の1人で、その経験を様々な場面で吹聴して回っていた。しかしあまりに卑劣・卑屈で自己中心的な性格のためにやがて誰にも相手にされなくなり、組織に属さない一匹のチンピラに堕していた。世話になっていた暴力団の金を持ち逃げしたところをしずくと接触し、ジーザスの生徒の誘拐を依頼される。
ジーザスと敵対して生き残ったのはその実力のためではなく、「殺す価値もない」と敢えて捨て置かれただけで、本人もそれを自覚している。またジーザスからぶつけられた殺意がトラウマになっており、恐怖におののくことも。屈辱を晴らし、恐怖を払拭したいという思いからジーザス殺害に執念を燃やし、令嬢派とジーザスらの抗争に便乗してあらゆる手段を用いてジーザスの命とキングの遺産を狙ったが、ジーザスに制圧されながらまたも見逃された。その意趣返しに建物を爆破して全員を殺害しようとしたところをアルクベインに捕らえられ、最後は匿名で警察に引き渡された。
七月・藤原両作者のお気に入りのキャラ。
ユラ
夜魔部隊の一員。ゴスロリ衣装に身を包んだ小柄な女性。メッセンジャーと名乗って、夜魔部隊による藍東学園教員への襲撃工作をジーザスに通達した。最終決戦で伏兵としてアッシュに襲いかかるが野坂亜紀の介入でアキレス腱を切られ無力化された。
キング / 神崎 隆一郎（かんざき りゅういちろう）
日奈の祖父で、実在しないと思われていた旧「24」の首領「キング」。少年時代に戦争で家族を目の前で焼き殺された経験が自身に巣食う「闇」となり、それを払拭するべく世界に秩序をもたらす国際間の様々な密約の仲介を行い「日本最後のフィクサー」と称され恐れられたが、組織の内部抗争によって孤立、木下らと共に隠居していた。
本作より5年前、旧「24」を滅ぼした宿敵ジーザスを自宅に招き、ジーザスが捜し求める生徒の最後の残りの2人の所在とT・P・Cの情報と引き換えに、家族を殺害され心に「闇」の生まれた日奈が17歳になったら殺害するよう依頼。その話の最中にT・P・Cの刺客に襲われて致命傷を負い、ジーザスが日奈の殺害ではなく、日奈の心に宿った「闇」を殺すという依頼を受けたのを聞き届け、息を引き取った。
生前手掛けた密約の証拠書類は「キングの遺産」と称され、現代史のダークサイドに深く関わる資料であることから、複数の組織が激しい争奪戦を繰り広げている。24をT・P・Cへ加入させた目的は、コネクションを内部から破壊することだったという。

### エレメンツ・ネットワーク
犯罪被害者・遺族が集い、ネットを介した情報交換と実働員を用いての「犯罪者狩り」を行う秘密自警団。非常に大規模な組織だが、裏社会にすらその存在を知る者は少ない。『死がふたりを分かつまで』のストーリーの中核を担う組織である。
土方 護（ひじかた まもる）
『死がふたりを分かつまで』の主人公。最新テクノロジーによって造られた仕込み杖「断罪」を振るい犯罪者を狩る盲目の剣士。周囲に超音波を発しその反響データを網膜に投影する特殊サングラスによって視力を代替している。剣士としての己を鍛え上げることのみを目的に戦場や裏社会に関わっており、ジーザスに「剣鬼」「接近戦ならイージスの楯にも匹敵する実力」と言わしめている。
本作より3年前、T・P・C部隊の壊滅任務でチェチェン共和国に赴いた際にジーザスと交戦し後に共闘、その時の負傷により視力を失った。現在は日本においてネットワーク実働隊の一員、コードネーム「ブレード」として活動しながら遥を保護している。「キングの遺産」にまつわる暗闘においては、学園に潜入はしていないものの積極的に介入を行い、ジーザスらと共闘している。
タングステン・カーバイト鋼製の爆弾や飛来するミサイルを一刀で両断するなど、盲目となってなおその腕は磨かれ続けている。
遠山 遙(とおやま はるか)
『死がふたりを分かつまで』のヒロイン。予知能力を持つ13歳の少女。裏社会で5億ドルもの懸賞金をかけられていることなどから護に護衛されており、また護を補佐するため常に行動を共にしている。ネットワークの意向により、夏休み明けに年齢を偽って藍東学園高等部に編入しジーザスの生徒となる。
井川 良太郎（いがわ りょうたろう）
護のサポート役。ドレッドヘアーにピアスをし、メガネをかけた若い男性。電子機器の専門家で、自ら改造した指令車を運転し、任務の際には様々なバックアップを行う。
支倉 美央（はせくら みお）
カイザらと共に藍東学園に赴任した女性教員。ジーザス監視のためにネットワークから送り込まれたエージェントで、コードネームは「ニードル」。小柄な体格。幼い外見でロングヘアーで（監視カメラ付きの）眼鏡をかけている。
自身も犯罪被害者で犯罪と犯罪者を心から憎み、普段からジーザス達を敬遠している。強化兵を制圧できるほどの合気道の実力を持っているが、ジーザスからは「殺気がない」「護身術の域を出ていない」と指摘されており、台場への通信が筒抜けである事を見抜かれていた事や、そういった非日常世界の人々が味わう修羅場慣れをしていないのを思い知らされる。
台場 巽（だいば たつみ） / ALCBANE（アルクベイン）
エレメンツ・ネットワーク管理人。過去に左足に負った傷を治療中で、普段は杖をついて歩いている。幼少時のトラウマから、人命救助をしなければ安眠することができない極度の不眠症となっている。不眠症の解消のために武道の稽古に打ち込んだ経験から、格闘技の技量も非常に高い。
非常時においては自らもネットワークの実働員として現場に赴き、その際はSPARCが制御する副腕つき強化スーツを身に纏い、アルクベインと名乗る。SPARCによる銃弾の軌道計算、それに基づいて銃弾を回避するスーツの運動性能、そして自身の格闘能力が合わさって非常に高い実力を誇っており、単身でナイトゴーンツを制圧しジーザスとも互角の戦いを繰り広げた。
犯罪組織である24と殺し屋であるジーザスを敵視しているが、行き掛かり上ジーザスとは休戦状態から、24とT・P・Cという二つの大敵を相手に共闘する形となっていく。橿原とも面識があるものの、酒を嗜まないことから橿原の印象はあまり良くない。一方、護り屋である雁人やアナとは友好関係にあるが、生真面目で遊びが苦手な性格のため、アナのなぞなぞに一度も正解したことがない。
『ALCBANE』の主人公だが、ALCBANEと本作の世界観同士に関連性はない。
SPARC（スパーク）
巽の開発した量子コンピュータと、その中に作られた疑似人格。Super Parallel Algorithm Ressonance Computer（超並列計算共鳴コンピュータ）の頭文字を取って「スパーク」または「スパーキィ」と呼ばれている。エレメンツ・ネットワーク全体の情報管理を行っている他、アルクベインの制御も担当し、時にスーツの副腕を用いて巽の乗る車の運転を行う。時折、機械以上の柔軟な判断力を発揮する。

### 護り屋
楯 雁人(たて かりと)
『闇のイージス』シリーズの主人公。裏社会において「イージスの楯」の異名で知られる護り屋で、鋼鉄の義手で銃弾を弾く中国武術の達人。自身の右腕と一人息子を失った事件のトラウマから、炎を目の当たりにすると右腕に激しい幻肢痛が走る。
セイレーンを訪れた台場巽に請われて、過去幾度となく対決・共闘したジーザスの人物像を語って聞かせ、その後巽の依頼でジーザスと劉伊健の対決に介入、日奈を護衛し伊健による暗殺を阻止した。藍東学園にまつわる暗闘には積極的に関わっていないが、ジーザスが複数の勢力を学園に呼びこんだ意図は見抜いており、要請に応じて度々関係者のガードを行っている。
アナ・リドル
雁人のパートナーの少女で、幼い外観に似合わず非常に大人びた丁寧な言葉遣いで話すだけではなく、大人でも敵わない明晰でかつ明敏な頭脳を持つ。護り屋へ仕事を依頼するには、喫茶店「Tea room セイレーン」においてアナの出すなぞなぞに正解しなければならない。台場巽とも面識がある。夏休み明けに「北神アナ」と名乗って遥と共に藍東学園に転入し、遥の護衛に当たっている。
T・P・Cの襲撃の際、藍東学園内で共闘を余儀なくされたジーザスとカイザ達を指揮する司令官的な役割も受け持ち、見事に危地を脱した。一方でメイドカフェの恰好には辟易としている。

### T・P・C
トランスプラントコネクション、その頭文字を取ってT・P・Cと呼ばれる。世界中の権力者を延命させるために生まれた非合法臓器売買ネットワークで、政情が不安定な国々から子供を誘拐して臓器のドナーとするだけでなく、子供を様々な形で売買したり非合法活動要員として育成したりしている。24や龍門幇など世界各国の犯罪組織と提携しており、その全貌は謎に包まれている。
オットー・モレンツ
ドイツ人フリージャーナリスト。離婚した妻との間にアルバートという息子がいる。
国連軍の一員として派遣されたボスニア・ヘルツェゴビナ紛争に衝撃を受け、戦争の悲惨な現実を報道するために軍を退役しジャーナリストに転向。イラク戦争を取材を続けていた時に内部告発と称する自身宛のDVDからT・P・Cの存在を知り独自に取材をしていたが、組織に捕えられて息子を人質にされ、痛覚遮断やセラミック製の人工骨移植により全身を強化され自我を操られた「強化兵」に改造された。
T・P・Cからジーザスに対する威力偵察として藍東学園に送り込まれ、ジーザスらと交戦しマグナム弾を受けて校舎屋上から落下。その衝撃で自我を取り戻し、自分と共に送りこまれた爆弾の解除方法をジーザスに伝える。爆弾が解除された後、「ダンテ313」という謎の言葉を残して息を引き取った。
ジーザスはかつて、T・P・Cを追う過程でオットーの存在を知り情報を得るため接触しようとしていた。誘拐され強化兵に改造されたため接触は叶わなかったが、後にアルバートをT・P・Cから救出し保護、今際の際のオットーにそれを伝え、更に激戦の末にマインドコントロールを解く鍵も掴んだ。
オリオン
少年兵部隊を率いるT・P・C部隊長。標的を取り囲んで少しずつ追い詰める戦法から、猟犬座になぞらえてオリオンと呼ばれている。チェチェン共和国において、視力を失った護を嬲り殺しにしようと一対一の対決を挑んだが、水鴎流の技を受けて敗れ、T・P・Cの情報を聞き出そうとしたジーザスに連れ去られたところをタリクに殺害された。
ルナ、カイル
オリオンの配下となる「猟犬座」のメンバー。その実態は臓器を一部抜かれた物の死なずに済んだ子供の再利用で、モルヒネの300倍の禁断症状をもつ薬物「フェッター」で縛られている。彼らを含めてメンバーは己の立場に葛藤する者と立場に甘んじて流される者がいる。
ジーザスや土方という「自分たちを救おうとする存在」を知り、それぞれが攫われた子供たちや強化兵にされた友を救おうとジーザスや土方に協力するが戦死する。
劉 小剛（リウ・シャオガン）
劉伊健の異母兄で龍門幇の幹部。暗殺者としての技量は高くなく当主の座は伊健に譲っているが、組織の実権は自らが握っている。T・P・Cを「不快な西側の組織」と考えていると言う一方、アジアにおけるT・P・Cの最大ビジネスパートナーであるため、ジーザスのターゲットとなっている。
伊健を催眠暗示によって操り、日奈の命を狙わせた。その後ジーザスにT・P・Cとの共闘を持ちかけ、「24」と龍門幇の間の休戦・共闘協定を締結。文化祭前夜、「キングの遺産」を狙ってイエーガーと共に藍東学園に刺客を送り込み、タリクに殺害された。
ハインツ・イエーガー
元FBIプロファイラー。FBI時代、闇の世界でカリスマ視されていたテロリスト教官「蝶（バタフライ）」を研究対象としていたが、「蝶」にのめりこんで信奉者となってしまい、出会ったこともない「蝶」の後継者を自称するようになった。
本作より1年前に「蝶」を倒したジーザスと雁人への復讐のため、かつて「蝶」によってその資質を見出されたテロリスト達を率い、文化祭前夜、T・P・Cの協力を得て劉小剛と共に藍東学園に刺客を送り込む。ジーザスらによる学園内勢力の制圧と時を同じくして雁人によって制圧されるが、既にタリクによって致命傷を負わされており、タリクの襲撃を雁人らに告げて息絶えた。
「蝶」については『闇のイージス』を参照。
マザック
アメリカの反政府テロリスト。「蝶」の信奉者だが、「蝶」に出会ったことはない。本作より2年前にグループをジーザスに壊滅させられながら、「蝶」に資質を見出された者でないことを理由に見逃され、それ以来ジーザスに対して復讐の念を抱き続けていた。イエーガーの部下として藍東学園に乗り込み、ジーザスに殺害された。
モデルは、チャリティオークションで出演権を獲得した一般人。
ジョセフ・T・シズラー
鋏（シザース）の異名で知られるフリーの非合法エージェント。T・P・Cにトラブルが発生するとその都度雇われ、その報酬として人体の急所をカバーするセラミックプレートを埋め込む外科手術を受けており、銃弾やナイフによる攻撃が通じない。標的やその関係者から憎しみを抱かれることに生き甲斐を感じており、自分のパーソナルスペースにはそれら関係者たちの写真を飾っている。
かつて日奈の家族を惨殺した犯人。藍東学園の学園祭で無差別乱射事件を引き起こし、日奈の復讐心を呼び覚ますべく自分が家族を惨殺した犯人だと告げ、目の前であかりを銃撃した。そしてジーザスとタリクの死闘を高みの見物にしゃれこんでいたが、エレメンツ・ネックワークの介入で計算が狂わされ、銃弾が残り少ないジーザスを倒す為に、カイザの身体を盾にしたが、ジーザスの反撃で眼を潰され、ジーザスの名を口に出す前に瀕死のカイザによって口の中に手榴弾を詰め込まされる醜態を見せながら爆死。
キャラクターのモデルはジョニー・デップ。
タリク・アッサード
カダス共和国からさらわれたジーザスの教え子の最後の1人。ドイツ人の父とカダス人の母を持つ。
かつて旧ハジム派に誘拐された際にジーザスに救出され、以来ジーザスから生き延びるため様々な戦闘技術を教えられていた。T・P・Cに誘拐された後、兵士としての才能を見出されて洗脳され、行動不能となったT・P・Cの部隊を殲滅する秘密部隊「ブラックバード」の一員に加えられる。洗脳の過程で同様に誘拐され、友達になった者たちが臓器ドナーや様々な研究、使い捨ての道具として死んでいき、ジーザスに叩き込まれた戦闘技術に長けていたことで「自分だけが生き延びてしまった」ことに負い目を感じていた。
暗殺者として極めて高い実力を持ち、イエーガーからは「ジーザス以上の暗殺者」とまで評されている。ジーザスを殺してジーザスになりかわることを望み、チェチェン共和国でジーザスと再会した時にはその心臓に向かってためらいなく銃爪を引き、藍東学園ではジーザスの胸に銃弾を撃ち込んで瀕死の重傷を負わせた。藍東学園の学園祭の後、ジーザスにあって自分にない「復讐心」を持つ日奈と行動を共にするようになる。
シザースを狙い、日奈と共に潜入するが罠にはまってジーザスと戦うことになる。だが、手傷を負って戦う極限状態を経てマインドコントロールから解き放たれた。燐から伝えられた「ダンテ313」の真実から、ジーザスに感謝の意を伝えながら「俺はカダスへは帰れない」と姿を消す。

### その他登場人物
橿原 十蔵（かしはら じゅうぞう）
「オールドギース」の異名をとる、日本最高の情報屋。西新宿の高層ビルの屋上でバー「ネスト・オブ・ギース」を経営する白髪、禿頭の老人で、主に情報面でジーザスをサポートしている。前作と『闇のイージス』シリーズから引き続き登場。
藤崎 圭吾（ふじさき けいご）
日奈のボディーガード兼運転手。長身で角刈り、常にサングラスをかけている強面で、元ヤクザらしく裏社会に精通している。日奈が連絡会を解散させた後も、個人的に日奈についている。
野坂 亜紀（のさか あき）
ジーザスの弟子。高校生の時に姉と共に、様々な暗殺技術を教授された女性。山奥の廃村にて日奈を特訓し、その後日奈と共にジーザスの課した試験に合格した。弟子として認められてはいるが、ジーザスから戦闘技術は教えられてはおらず、逆に殺人は禁じられている。『闇のイージス』シリーズから登場。ジーザスに恋愛感情を寄せていると思しき描写がある。
神谷 周一郎（かみや しゅういちろう）
内閣情報調査室部長。旧「24」の三大幹部の1人で「ナイト」と呼ばれていた。前作のジーザスとの最終決戦で、ジーザスの国外脱出の手引きと御堂真奈美の埋葬を条件とした助命の取引を受け入れ、旧幹部の中で唯一生き残った。旧「24」本来の設立目的であった日本におけるカウンターインテリジェンス確立に身命を賭している。
ジーザスと再会した際に、キングの正体とその遺産についての情報を与え、遺産の在り処を探すように仕向けた。新生「24」の運営には一切関わっていないが、老人派、令嬢派、龍門幇の三者の休戦協定の立ち会い人となった。その後キングの遺産を狙って調査室にジーザスの襲撃命令を出したが失敗し、逆襲を受け絶体絶命の危機に陥ったところを、台場巽から得たタリクの最新情報と交換する取引によって命を長らえた。
木下（きのした）
三浦半島にある綾木家の別荘の番人。元殺し屋で、自分のミスで無関係の家族を殺してしまい、自責の念から死を選ぼうとしたところを神崎に拾われ、神崎の命令により遺産の後継者が現れるまで別荘を守り続けていた。軍隊格闘術と斧を使う。
ジーザスが神崎から依頼を受ける場面に立ち会い、神崎の死も見届けた。その5年後、17歳になり別荘へ遺産を探しに来た日奈たちを守って致命傷を負い、日奈に遺産の事を教えたのを再会したジーザスに伝えた後に事切れる。
牧山（まきやま）
警視庁藍空署の警部補。「24」の差し金で暴漢に襲われた日奈達に聴取を行い、日奈の「火遊び」に対して警告を発した。かつては公安課に所属し、旧「24」が関係する事件を担当していた。
太田 忠（おおた ただし）
「同僚殺し」「殺し屋の眼を持つ」と呼ばれている、警視庁公安課の刑事。前作において捜査の過程で旧「24」と遭遇し、ジーザスと対決・共闘したことがある。再びジーザスが日本で動き出したことを知り、同僚である牧山に協力を依頼。藍東学園における文化祭前夜の戦いでは、雁人、井川と共に包囲網の制圧を行った。
かつてジーザスを追跡していた時に期せずして日本の暗部に触れてしまったため、上層部から徹底的に冷遇されている。しかしその使命感の強さから、前作の事件の後も警察官として公安の汚れ仕事をこなし続けている。
キャスリン・カラス
元米軍中尉。感情の起伏に乏しい性格で「氷の女王」と呼ばれる。米軍時代はRQ-1 プレデターのオペレーターで、妊娠4ヶ月の身でアフガニスタン戦争に従軍していたが、誤射事件を起こして重度のPTSDと診断され流産、家庭も失い軍を退役した。やがてハインツ・イェーガーに出会い背中に十字の傷を刻まれ、内閣情報調査室がプレデターを秘密裏に購入した時にオペレーターとして派遣される。
鐙沢村におけるジーザス襲撃においてプレデターを用いた支援を命じられるが、命令に反し敵味方問わず無差別攻撃に及ぶ。そして膠着状態に陥っているジーザスらを殺害せんとミサイルを撃ち込んだ時、戦闘に介入した護の一刀でミサイルを両断される。戦闘終結後、無差別攻撃の処分として内調に命を狙われたところを、劉伊健から依頼を受けた雁人に救われた。
発射したミサイルが護によって両断されたことで、今まで自分の中に存在しなかった感情が芽生えた様子が見られた。
水谷 小百合（みずたに さゆり）
前作のヒロイン。ジーザスのかつて同僚だった女性教師。カダス共和国がジーザスの手で解放された後カダスに移住し、ジーザスと共に教師として学校を運営していた。
互いに好意を寄せ合っていたものの、ジーザスが殺し屋である自身に負い目を感じていたことから距離を置いた付き合いになっていた。しかし旧ハジム派に生徒がさらわれT・P・Cに売却された時、自ら銃を取って戦ったことで、ジーザスとパートナーの契りを交わした。ジーザスが旅に出た後も、カダスでジーザスと生徒達の帰りを待ち続けている。

## 備考
本作においては他にも様々な前作キャラの再登場が予定されていたものの、ストーリーの都合で実現しなかった。中でも七月鏡一が無念を語っていたのがフリージャーナリスト・朝比奈しほりだったが、本作の連載終了後に公演された有里紅良脚本の舞台劇『なぞらえ屋 ～開闢九重千曳～』に、有里に請われる形でクロスオーバー出演を果たしている。

## 単行本
- 七月鏡一原作・藤原芳秀作画 『JESUS 砂塵航路』小学館〈ビッグコミックス モバMAN〉、全14巻
  1. 2009年9月30日発売 ISBN 978-4-09-182713-5
  2. 2009年10月30日発売 ISBN 978-4-09-182717-3
  3. 2009年11月30日発売 ISBN 978-4-09-182723-4
  4. 2010年2月27日発売 ISBN 978-4-09-182873-6
  5. 2010年6月25日発売 ISBN 978-4-09-183249-8
  6. 2010年9月30日発売 ISBN 978-4-09-183454-6
  7. 2010年11月30日発売 ISBN 978-4-09-183606-9
  8. 2011年4月28日発売 ISBN 978-4-09-183775-2
  9. 2011年7月29日発売 ISBN 978-4-09-183876-6
  10. 2011年10月28日発売 ISBN 978-4-09-184100-1
  11. 2012年1月30日発売 ISBN 978-4-09-184339-5
  12. 2012年4月27日発売 ISBN 978-4-09-184538-2
  13. 2012年6月29日発売 ISBN 978-4-09-184569-6
  14. 2012年7月30日発売 ISBN 978-4-09-184573-3